# Induktosyn
Induktosyn   -  przetwornik przystosowany do bezpośredniego pomiaru przesunięć linowych.
Jest to przetwornik mechaniczno-elektryczny o drukowanych uzwojeniach na stojanie i wirniku.
Induktosyn odbiorczy- wielkościami wejściowymi są napięcia doprowadzone do stojana, wielkością wyjściową jest położenie kątowe wirnika, lub napięcie wirnika. 
Induktosyn może być typu liniowego albo kołowego z liniową lub kołową skalą. Głowica i skala tego czujnika ma płaską budowę; cewka na „skali” wykonana jest metodą fotochemiczną. Na płaskiej skali czujnika umieszczona jest cewka stojana. Induktosyn jest rodzajem resolwera o płaskiej budowie. W głowicy znajdują się dwie cewki przesunięte względem siebie w przestrzeni o kąt 90°. Zmiana pozycji głowicy względem skali powoduje zmianę indukowanego napięcia. Induktosyn może działać z modulacją amplitudy napięcia, indukując pulsujące pole magnetyczne, lub z modulacją fazy, wytwarzając pole wirujące.